# Mantispa subcostalis
Mantispa subcostalis är en insektsart som beskrevs av Navás 1929. Mantispa subcostalis ingår i släktet Mantispa och familjen fångsländor. Inga underarter finns listade i Catalogue of Life.